# Clemens Pasch
 (mars 2023).
Si vous disposez d'ouvrages ou d'articles de référence ou si vous connaissez des sites web de qualité traitant du thème abordé ici, merci de compléter l'article en donnant les références utiles à sa vérifiabilité et en les liant à la section « Notes et références ».
En pratique : Quelles sources sont attendues ? Comment ajouter mes sources ?
 (décembre 2022).
 (décembre 2022).
 (décembre 2022).
La mise en forme du texte ne suit pas les recommandations de Wikipédia : il faut le « wikifier ».
Les points d'amélioration suivants sont les cas les plus fréquents :
- Les titres sont pré-formatés par le logiciel. Ils ne sont ni en capitales, ni en gras.
- Le texte ne doit pas être écrit en capitales (les noms de famille non plus), ni en gras, ni en italique, ni en « petit »…
- Le gras n'est utilisé que pour surligner le titre de l'article dans l'introduction, une seule fois.
- L'italique est rarement utilisé : mots en langue étrangère, titres d'œuvres, noms de bateaux, etc.
- Les citations ne sont pas en italique mais en corps de texte normal. Elles sont entourées par des guillemets français : « et ».
- Les listes à puces sont à éviter, des paragraphes rédigés étant largement préférés. Les tableaux sont à réserver à la présentation de données structurées (résultats, etc.).
- Les appels de note de bas de page (petits chiffres en exposant, introduits par l'outil «  Source ») sont à placer entre la fin de phrase et le point final[comme ça].
- Les liens internes (vers d'autres articles de Wikipédia) sont à choisir avec parcimonie. Créez des liens vers des articles approfondissant le sujet. Les termes génériques sans rapport avec le sujet sont à éviter, ainsi que les répétitions de liens vers un même terme.
- Les liens externes sont à placer uniquement dans une section « Liens externes », à la fin de l'article. Ces liens sont à choisir avec parcimonie suivant les règles définies. Si un lien sert de source à l'article, son insertion dans le texte est à faire par les notes de bas de page.
- La présentation des références doit suivre les conventions bibliographiques. Il est recommandé d'utiliser les modèles {{Ouvrage}}, {{Chapitre}}, {{Article}}, {{Lien web}} et/ou {{Bibliographie}}. Le mode d'édition visuel peut mettre en forme automatiquement les références.
- Insérer une infobox (cadre d'informations à droite) n'est pas obligatoire pour parachever la mise en page.

Pour une aide détaillée, merci de consulter Aide:Wikification.
Si vous pensez que ces points ont été résolus, vous pouvez retirer ce bandeau et améliorer la mise en forme d'un autre article.
 (décembre 2022).
Clemens Pasch né le 19 juillet 1910 à Sevelen (Issum) et mort le 12 juillet 1985 à Düsseldorf est un sculpteur et peintre allemand .

## Biographie
Après avoir suivi un enseignement scolaire, Clemens Pasch entre en apprentissage à Düsseldorf comme peintre en bâtiment. Il travaille par la suite au théâtre municipal de Krefeld. Grâce au peintre Fritz Huhnen, il y reçoit sa toute première formation artistique. Il se rend ensuite à Amsterdam en 1930, où il travaille dans le domaine des arts appliqués.
En 1931, Pasch vit à Paris où il est engagé comme peintre-décorateur lors de la construction du pavillon néerlandais à l'Exposition coloniale. S'ensuivent des années de pèlerinage formateur lors desquelles il perfectionne ses connaissances et sa maîtrise de peintre, dessinateur et artiste graphique.
En 1936, il s'inscrit à la Chambre des Métiers de Cologne comme exerçant dans le domaine des arts appliquées.
À partir de 1937, il étudie à l'Académie des beaux-arts de Düsseldorf. Étant donné qu'Edwin Scharff est déjà interdit d'exercer, Pasch reste avec Joseph Enseling afin d'intégrer l'École des Arts Appliquées de Cologne (Kölner Werkkunstschule). En 1941, un bombardement de son appartement et de son atelier de Cologne cause la destruction de l'ensemble de ses travaux.
En 1942, Pasch s'installe à Munich où il étudie jusqu'en 1944 à l'Académie des beaux-arts de Munich. Il est alors le premier élève (Meisterschüler) du professeur Bernhard Bleeker.
En 1946, Pasch retourne à Düsseldorf pour y rester actif jusqu'à sa mort comme artiste indépendant. Il dispose d'un atelier à la Maison des Ateliers sis au 5 de la rue de Sittard (Atelierhaus, Sittarder Strasse 5).
En 1949, il épouse Elfriede Bockamp, médecin, avec qui il aura quatre enfants.
En 1952, il bénéficie d'un séjour en Italie grâce à une bourse du ministère de la Culture du Land de Rhénanie du Nord-Westphalie. Suivent d'autres séjours de création en Grèce et en Espagne.
En 1953, il reçoit une bourse du cercle culturel “Ars-Viva” de la Chambre fédérale de l'industrie allemande (BDI).
Clemens Pasch était membre de plusieurs associations d'artistes telles que la “Rheinische Sezession”, la “Neue Münchener Kunstgenossenschaft” la “Duisburger Sezession” et la “Verein der Düsseldorfer Künstler”.

## Expositions
Personnelles (œuvres choisies) : 

Bonn, Darmstadt, Kunsthalle de Düsseldorf, Municholonia, Cologne, Krefeld, Stuttgart
Participations à expositions (œuvres choisies):

Rheinische Sezession, Große Düsseldorfer Kunstausstellung, Neue Darmstädter Sezesssion, Académie des arts de Berlin, grande exposition d'art allemand, Kulturkreis im Bundesverband der Deutschen Industrie (BDI), ars viva, Biennale Antwerpen Middelheimmuseum, Freilichtmuseum Sonsbeek/Niederlande, III. Exposition internationale du Petit Bronze „Sculpteurs européens“ à Madrid/Barcelone, Association d'art de Hanovre, Biennale der Ostseeländer Rostock, Krakau. Furthermore, exhibitions curated by Deutschen Kunstrat en Suède, Finlande et Irlande.
Acquisitions et commandes publiques, p.e.:

Aix-la-Chapelle, Bocholt (Allemagne), Castrop-Rauxel, Académie des arts de Berlin, Bonn, Bad Godesberg, Darmstadt, Dinslaken, Dortmund, Düsseldorf, Duisbourg, Francfort-sur-le-Main, Gueldre, Gelsenkirchen, Grevenbroich, Kirche Mehlem, Kempen, Krefeld, Nümbrecht, Paris, Recklinghausen, Sevelen (Issum), Siegen, Ulmen, Witten.
Acquisitions de la part de musées :

Musée de Basse-Saxe, Haus der Kunst München, Kunsthaus Nordrhein-Westfalen Kornelimünster, musée royal des Beaux-Arts d'Anvers, The Johnson Galleries Chicago

## Prix et distinctions
- 1954: Ars Viva

## Galerie

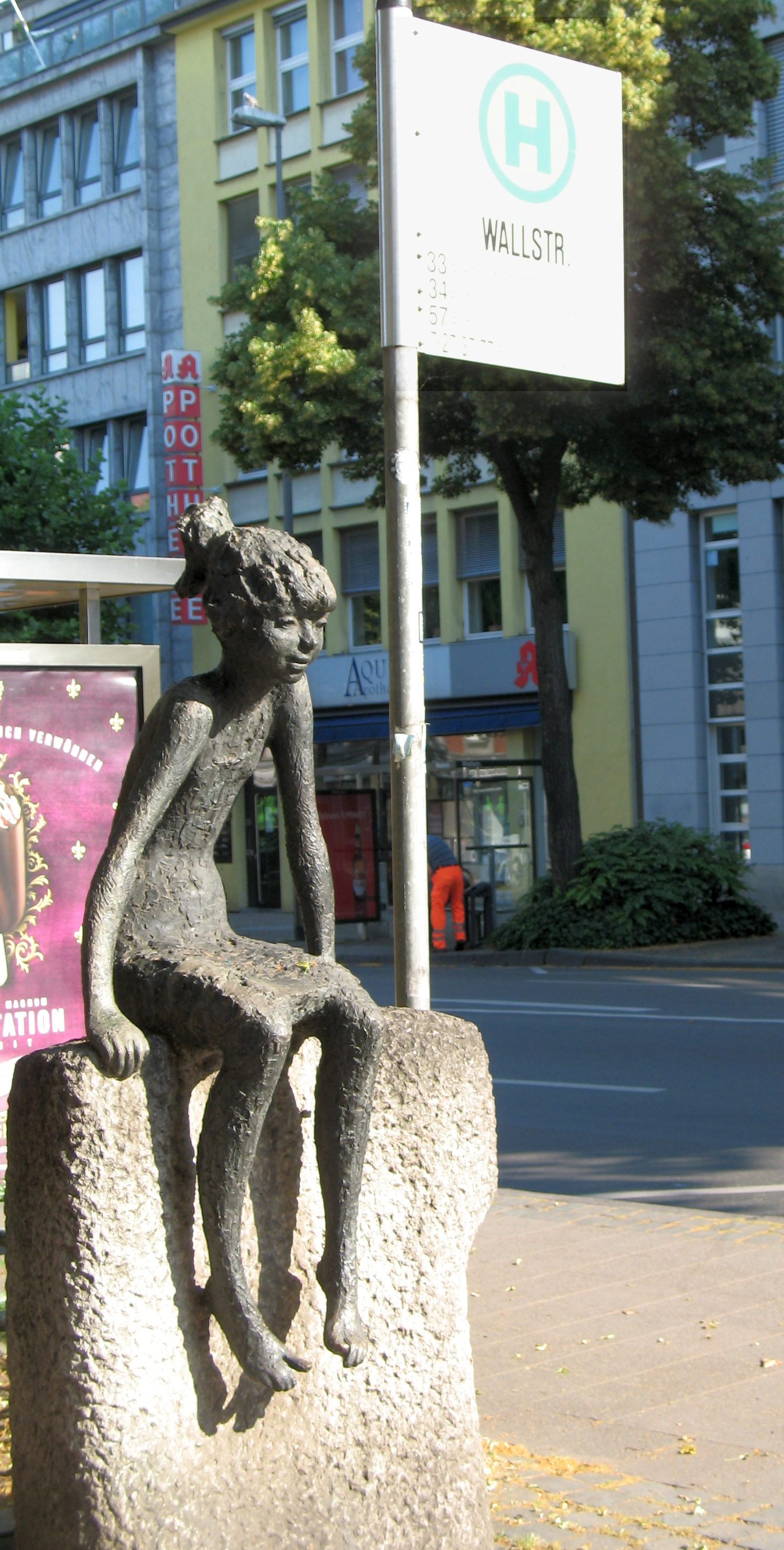
Sculpture à Aix-la-Chapelle, 1979
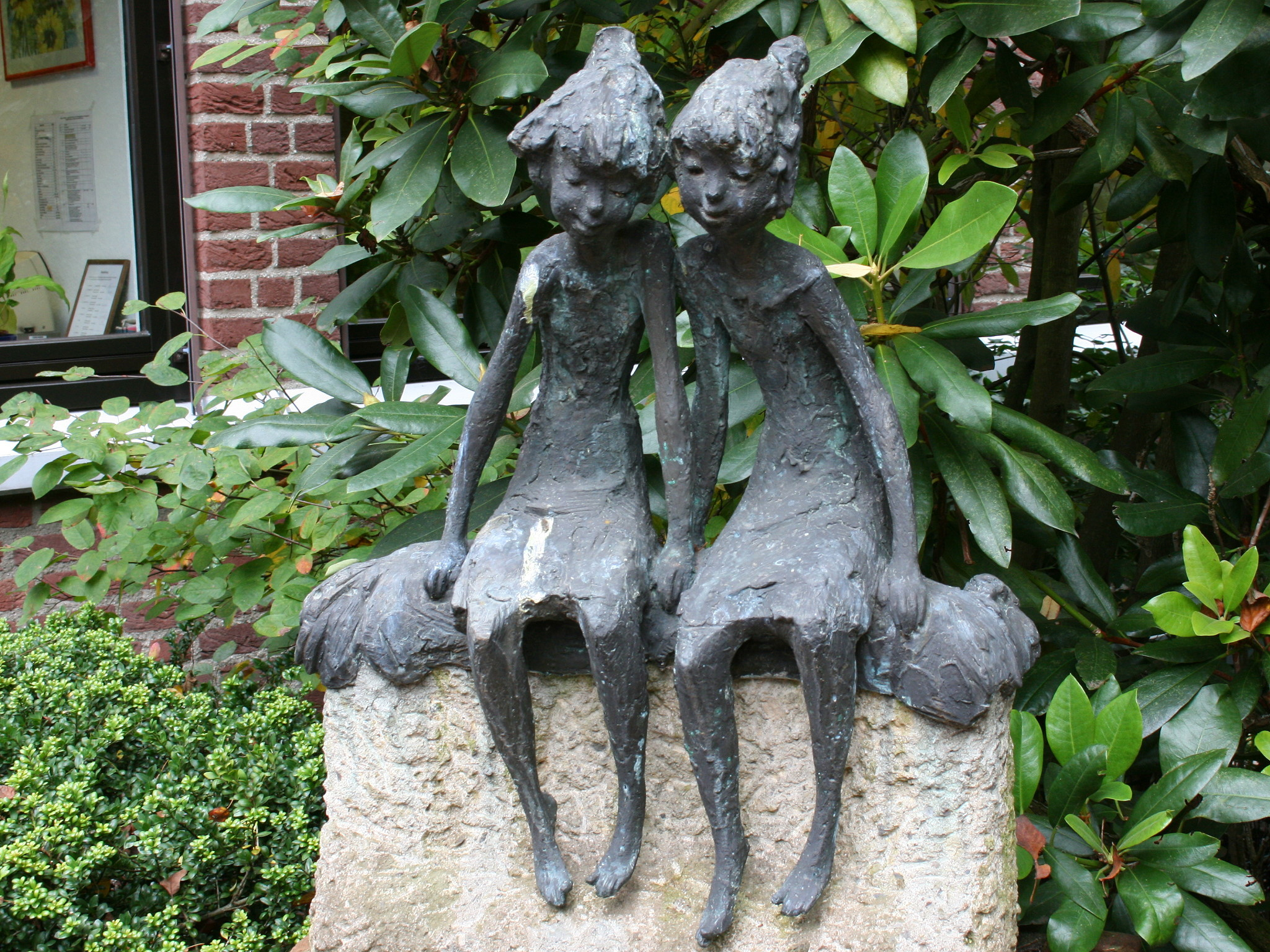
Deux Filles (Zwei Mädchen), Issum
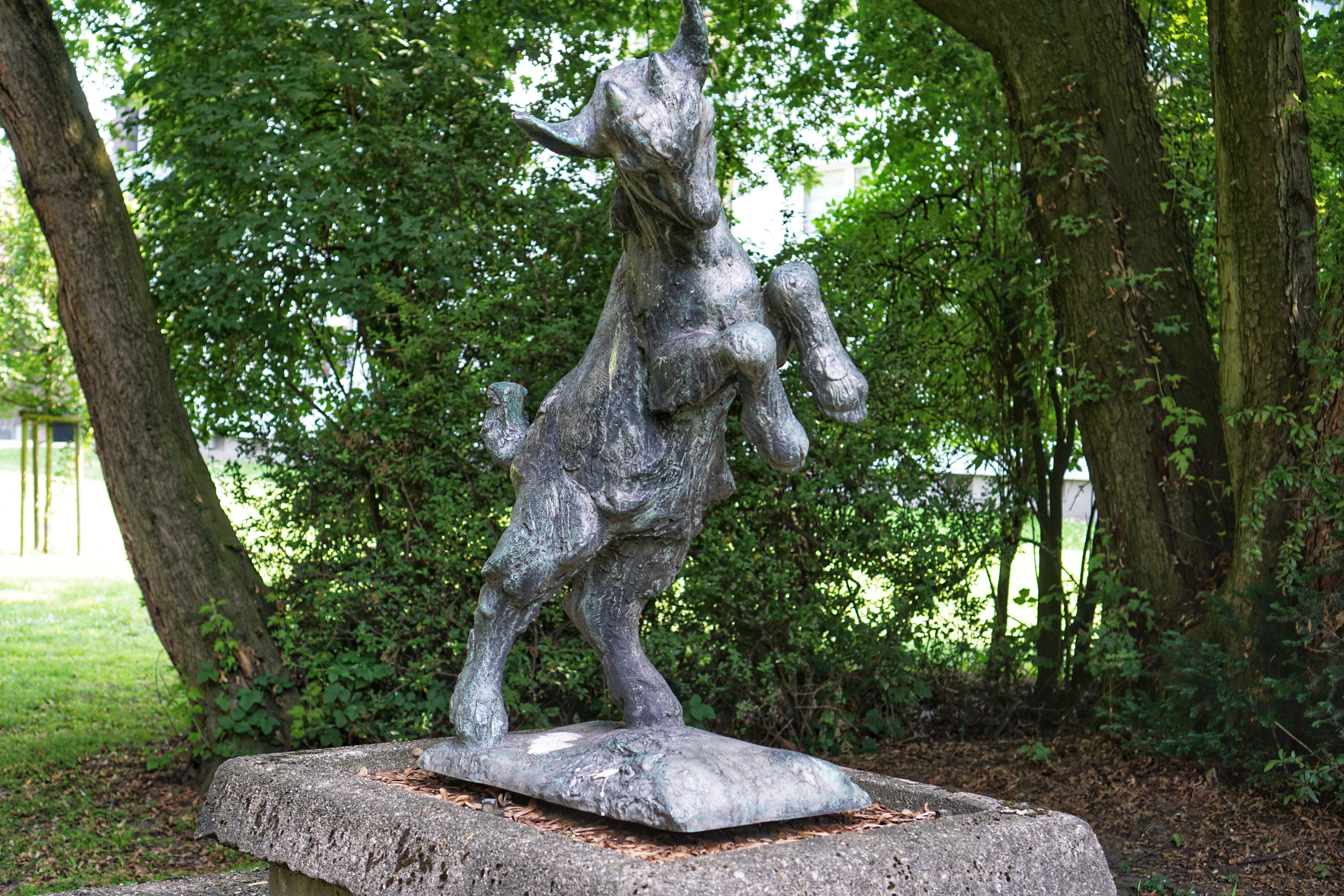
Jumping buck (Springender Bock), Duisbourg

## Littérature
- (de) Catalogue d'exposition pour une exposition personnelle au Kurfürstliches Gärtnerhaus (Bonn)|Kurfürstlichen Gärtnerhaus in Bonn from January 14 to February 19, 1961
- (de) Clemens Pasch Zeichnungen, Text Jo Schiffers-Ehlers, Gyuri von Kovats, 1981
- (de) Clemens Pasch, Plastiken und Zeichnungen, o.J. Text Gyuri von Kovats
- (de) Ausstellungskatalog Kunsthaus Bühler, Stuttgart, 1985
- (de) Ulrich Gertz: Clemens Pasch. Das Plastische Werk (en allemand) Communauté d'héritiers Clemens Pasch (auto-édition), Aix-la-Chapelle, 2009,  (ISBN 978-3-00-027090-1)
- (de) Ergänzung zum Werkverzeichnis, Communauté d'héritiers Clemens Pasch, 2020
- (de) Galerie Heidefeld: CLEMENS PASCH Die Schönheit der Skulptur. Die Sinnlichkeit der Bilder. Krefeld 2021